# Tit Quinti Cincinnat Capitolí (tribú consular 368 aC)
Tit Quinti Cincinnat Capitolí (en llatí: Titus Quinctius Cincinnatus Capitolinus) va ser un magistrat romà. Formava part de la gens Quíntia, de la família dels Cincinnats. Titus Livi l'anomena Titus Quintius Pennus, i apareix amb el sobrenom de Capitolí als Fasti. El seu nom complet podria ser Tit Quinti Pennus Cincinnat Capitolí.
Va ser tribú amb potestat consolar l'any 368 aC. L'any següent va ser magister equitum del dictador Marc Furi Camil, quan es van establir les lleis Licínies.